# Бетел (Нью-Йорк)
Бетел — город в округе Салливан, штат Нью-Йорк, США. В 2010 году численность населения составляла 4255 человек.
Город получил всемирную известность после того, как стал местом проведения Вудстокского фестиваля 1969 года, который планировался в Уоллкилле, штат Нью-Йорк, но после неудачи с Уоллкиллом был перенесен в Бетел.

## История
Первые поселенцы прибыли примерно в 1795 году от нынешних общин Бетеля и Белого озера. Город Бетел был основан в 1809 году из города Ламберленд.
К середине 19 века туристическая индустрия начала развиваться. В Бетеле находились многочисленные отели, входившие в состав «пояса борща», и увеличенные лагеря на большей части 20-го века, в том числе Кэмп Ма-Хо-Ге, Кэмп Чипино и Кэмп Рейнджер — все на Серебряном озере. В 1961 году массовый убийца «Сын Сэма» Дэвид Берковиц жил в лагере в ныне несуществующем летнем лагере в Бетеле. Берковиц покинул лагерь после того, как в его хижине произошел подозрительный пожар.
Город Бетел привлекло внимание всего мира в 1969 году, когда около 500 000 человек собрались на ферме Макса Ясгура на "Три дня мира и музыки". Документальный фильм о Вудстоке, выпущенный в 1970 году, показывает интервью с многочисленными жителями Бетеля, в том числе с Артом Вассмером, совладельцем универсального магазина Vassmers на озере Каунонга. В августе 2009 года был выпущен фильм «Взятие Вудстока» по одноимённой книге Эллиота Тибера, родители которого владели соседним мотелем «Эль Монако» на Белом озере и сыграли ключевую роль в привлечении нации Вудстока в Бетел.
В 2006 году Бетел Вудс открылся на месте оригинального Вудстока как место проведения современного искусства. В начале 2008 года возле старой фермы Ясгура открылся мультимедийный «интерпретирующий» музей Вудстока, чтобы дополнить концертное пространство, в котором находились Нью-Йоркская филармония, Уинтон Марсалис, Дайан Ривз, Крис Ботти, куклы Goo Goo и Бостонский поп-оркестр. и Crosby, Stills, Nash & Young в первый сезон. Самыми яркими моментами сезона 2007 года в Центре стали выступления Lynyrd Skynyrd / Marshall Tucker Band, Боба Дилана, Ричи Хэвенса / Арло Гатри, Earth, Wind & Fire, а также повторные выступления Нью-Йоркского филармонического оркестра и Boston Pops Orchestra. В сезоне 2008 года были представлены The New York Philharmonic, Boston Pops Orchestra, Steely Dan, The Allman Brothers и аншлаговые выступления Jonas Brothers, а также последний концерт сезона с Heart, Journey и Cheap Trick. Сезон 2009 года на планли Брэд Пейсли и его группа «Короли драмы».

## География
По данным Бюро переписи населения США, город имеет общую площадь 90,0 квадратных миль (233 км²), из которых 85,4 квадратных миль (221 км²) — это земля и 4,6 квадратных миль (12 км²) (5,13 %)) — вода. Одно озеро из самых разнообразных Бетеля. Серебро Белое озеро, его северная часть, известное как озеро, Кауненга, Серебряное озеро и озеро Верхнее, часть государственного государственного парка с таким названием.
Город Бетел, имеющий преимущественно сельский характер, был частью старой курортной зоны Borscht Belt Catskills. Хотя некоторые бунгало-колонии продолжают существовать, обслуживая в летний период преимущественно ортодоксальную еврейскую клиентуру, большинство старых курортов, которые переживают период своего расцвета с 1930-х до начала 1970-х годов, уже давно закрылись.

## Демография
На момент переписи 2000 года насчитывалось 4 362 человека, 1 649 домашних хозяйств и 1 101 семья, проживающая в городе. Плотность населения была 51,1 человек на квадратную милю (19,7 / км²). Было 3641 жилищная единица в средней плотности 42,6 за квадратную милю (16,5 / км²). Расовый состав города был белым на 90,35 %, афроамериканцем на 4,61 %, коренным американцем на 0,18 %, выходцем из Азии на 0,50 %, жителем островов Тихого океана на 0,16 %, 2,80 % от других рас и 1,40 % от смешанных рас. 11,28 % латиноамериканцев или латиноамериканцев любой расы.
Существовали 1 649 семей, из которых 27,1 % имели детей в возрасте до 18 лет, проживающих с ними, 54,2 % были женатыми парами, 7,9 % женщины семей проживали без мужей, а 33,2 % не имели семьи. 27,3 % всех домохозяйств состоят из отдельных лиц и 12,0 % из них кто-то одиноких людей 65 лет и старше. Средний размер домохозяйства 2,45, средний размер семьи 2,95.
В городе население было рассредоточено: 21,8 % в возрасте до 18 лет, 6,8 % от 18 до 24 лет, 26,7 % от 25 до 44 лет, 28,7 % от 45 до 64 лет и 16,0 % в возрасте 65 лет или старшая. Средний возраст составлял 42 года. На каждые 100 женщин приходилось 108,4 мужчин. На каждые 100 женщин возрастом 18 лет и старше насчитывалось 107,9 мужчин.
Средний доход семьи в городе составлял 36 017 долларов, средний доход семьи — 37 321 доллар. У мужчин средний доход составлял 35 025 долларов против 24 438 долларов у женщин. Доход на душу населения в городе составлял 25 335 долларов. Около 9,4 % семей и 14,9 % населения были ниже черты бедности, в том числе 22,6 % из них моложе 18 лет и 10,4 % тех, кто в возрасте 65 лет и старше.

## Сообщества и места в Бетеле
- Бетел — деревня Бетел, расположенная на шоссе 17Б.
- Черное озеро — сообщество на шоссе 55, к югу от озера, Чёрное озеро.
- Бриско — деревня недалеко от северной линии города на шоссе 144.
- Бушвилл — деревня в северо-восточном районе города на шоссе 75. Сообщество было названо в честь кустов, которые покрывали первоначальный город.
- Поселение Херд — деревня в северо-западной части города.
- Озеро Каунеонга — деревня на пересечении маршрутов 141 и 55. Это сообщество раньше называлось Северным Белым озером.
- Государственный парк Lake Superior — расположен на небольшом озере, названном Lake Superior.
- Долина Монгауп — сообщество к северо-востоку от Смоллвуда.
- Смоллвуд — деревня, основанная как курортный поселок «Горные озера», но позже переименованная в честь её основателя А. Н. Смоллвуд.
- Международный аэропорт округа Салливан — аэропорт находится к северо-востоку от озера Каунонга.
- Лебединое озеро — Синагога Бикур Чолим Бнай Исраэль была внесена в Национальный реестр исторических мест в 1999 году.
- Белое озеро — деревня на шоссе 17B, в которой находится ратуша, являющееся основным поселением в городе.

## Вудстокский фестиваль
В 1998 году на первоначальном месте состоялся концерт, который помог зажечь мечту филантропа Алана Джерри и дочери Робин о приобретении земли и строительства того, что должно было стать Центром искусств Бетел Вудс. В 2008 году в Bethel Woods открылся интерактивный музей памяти Вудстока и поколения бэби-бумеров.
1 июля 2006 года Центр искусств Бетел Вудс открылся на месте первоначального Вудстокского фестиваля и принимал Нью-Йоркскую филармонию. Crosby, Stills, Nash & Young завершили первый сезон в августе 2006 года, вернув четверку в Бетел впервые с августа 1969 года. Концертный состав на лето 2007 года в Бетел Вудс начался в июне 2007 года с групп Чикаго и Америка. Среди других исполнителей летом 2007 года — Нью-Йоркский филармонический оркестр, Боб Дилан, Брэд Пейсли, Линьрд Скинирд с группой Маршалла Такера, Earth, Wind & Fire, Арло Гатри, Ричи Хэвенс, Фиш и другие.